# Plectranthias megalophthalmus
Plectranthias megalophthalmus, danh pháp thông thường là cá mú thanh yên (tiếng Anh: Citron perchlet), là một loài cá biển thuộc chi Plectranthias trong họ Cá mú. Loài này được mô tả lần đầu tiên vào năm 1979.

## Phân bố và môi trường sống
P. megalophthalmus có phạm vi phân bố nhỏ hẹp ở vùng biển Tây Nam Thái Bình Dương. Các mẫu vật của loài này chỉ được tìm thấy ở 2 địa điểm, là quần đảo Loyalty (New Caledonia) và ngoài khơi Hedland, bang Tây Úc, với độ sâu được tìm thấy trong khoảng 300 đến 360 m. Đây là độ sâu lớn nhất được ghi nhận đối với các loài trong chi này. Loài này sống xung quanh các rạn san hô ở vùng biển sâu.

## Mô tả
Mẫu vật có chiều dài cơ thể lớn nhất dùng để mô tả P. megalophthalmus có kích thước khoảng 6,1 cm. Màu sắc của mẫu vật đã được bảo quản trong rượu: trắng nhạt với một vài đốm đen rất nhạt. Mẫu vật sau 2 ngày ngâm trong formalin: màu vàng tươi, và cũng có thể đây là màu sắc khi còn sống của loài này. Mắt rất to. Vây bụng không dài, không vươn tới được hậu môn. Vây đuôi được khía rãnh.
P. megalophthalmus được cho là loài đặc biệt nhất của chi Plectranthias. Nó là loài duy nhất mà thiếu răng nanh ở hàm và mắt có đường kính to nhất. Nó cũng là một trong hai loài có thân thon dài nhất. Nó cũng khác với các loài cùng chi ở chỗ có cơ thể màu vàng khi còn sống, trong khi các loài còn lại có màu trắng với nhiều đốm đỏ cam.
Số gai ở vây lưng: 10 (gai thứ 4 hoặc 5 thường dài nhất); Số tia vây mềm ở vây lưng: 15; Số gai ở vây hậu môn: 3; Số tia vây mềm ở vây hậu môn: 7; Số tia vây mềm ở vây ngực: 15; Số tia vây mềm ở vây đuôi: 15; Số vảy đường bên: 31.